# Örtug

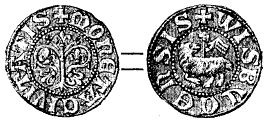
Średniowieczny ortig hanzeatyckiego Visby (Gotlandia)

Örtug (ortig, niem. Artig) – srebrna moneta szwedzka bita od 2 poł. XIV w. i będąca w obiegu niemal do końca XVIII wieku.
Pierwsze örtugi wybito w 1370 za panowania Albrechta Meklemburskiego dla zastąpienia zdeprecjonowanego feniga.  Moneta ważyła ok. 1,3 grama i przy 13-łutowej próbie srebra (13/16 = 812½ ‰) zawierała ok. 1,05 g czystego kruszcu. Örtug miał wartość 1/24 marki lub 8 fenigów i w XV wieku był w przybliżeniu równy polskiemu groszowi. Z biegiem czasu ulegał dewaluacji: za panowania Eryka Pomorskiego (1412–1439) zawierał 0,88 g srebra, za Chrystiana I (1457–1464) – 0,7 g, a w 1534 r. – już tylko 0,54 g srebra.
Za rządów Gustawa Wazy (1523–1560), w wyniku reformy systemu monetarnego örtug liczył 12 fenigów i stanowił 1/16 marki. Emisji tej monety zaprzestano po reformie w 1776 roku.
Wzorowany na tej monecie był nominał zwany artigiem i kursujący w Liwonii od XIV/XV wieku, równy tam 3 fenigom lubeckim. Po reformie monetarnej z lat 1422–1426 dokonanej przez inflancką gałąź zakonu krzyżackiego, wprowadzono nowy artig (równy 3 starym), który dla odróżnienia przyjęto nazywać szylingiem.